# Orrice Abram Murdock

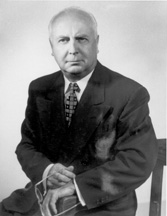
Orrice Abram Murdock

Orrice Abram „Abe“ Murdock Jr. (* 18. Juli 1893 in Austin, Nevada; † 15. September 1979 in Bethesda, Maryland) war ein US-amerikanischer Politiker (Demokratische Partei), der den Bundesstaat Utah in beiden Kammern des US-Kongresses vertrat.
Murdock war noch ein Kind, als seine Eltern mit ihm 1898 aus Nevada nach Utah zogen, wo sich die Familie in Beaver niederließ. Dort besuchte er die öffentliche Schule und eine Privatschule, ehe er ein Jura-Studium an der University of Utah in Salt Lake City aufnahm. Nach erfolgreichem Abschluss wurde er in die Anwaltskammer aufgenommen und begann als Jurist in Beaver zu arbeiten.
Seine ersten politischen Schritten machte Abe Murdock, wie er in der Regel genannt wurde, als Mitglied des Stadtrates von Beaver zwischen 1920 und 1921. Als Staatsanwalt des Beaver County fungierte er von 1923 bis 1924, von 1927 bis 1928 sowie von 1931 bis 1932. Staatsanwalt von Beaver war er zwischen 1926 und 1933. Die Demokratische Partei nominierte ihn 1928 als Bezirksstaatsanwalt des fünften Distrikts von Utah, doch er verlor die Wahl.
Dafür gelang ihm 1933 der Einzug ins US-Repräsentantenhaus, dem er in den folgenden acht Jahren angehören sollte. 1940 stellte Murdock sich nicht zur Wiederwahl, da er für den US-Senat kandidierte und sich auch hier durchsetzte. Nach einer sechsjährigen Amtsperiode musste er den Senat am 3. Januar 1947 wieder verlassen, da er bei der Wiederwahl am Republikaner Arthur Vivian Watkins gescheitert war.
In der Folge war Murdock wieder als Anwalt tätig; er widmete sich überdies der Landwirtschaft und der Viehzucht. Von 1947 bis 1957 gehörte er dem National Labor Relations Board an, einer unabhängigen US-Behörde, die die Einhaltung gerechter Arbeitsbedingungen überwachte. In ähnlicher Funktion war er 1960 noch einmal in einer Behörde engagiert, die auf dem Gebiet der Atomenergie tätig war.